# Naemorhedus baileyi
Il goral rosso (Naemorhedus baileyi) è un mammifero della famiglia dei Bovidi.
Vive in Cina, India e Birmania, dove popola le praterie tropicali e subtropicali e le zone rocciose ricoperte da vegetazione tropicale o subtropicale; preferisce altezze piuttosto elevate e ama zone con scarsa umidità relativa.